# Skårdalsvattnet
Skårdalsvattnet är en sjö i Årjängs kommun i Värmland och ingår i Göta älvs huvudavrinningsområde. Sjön är 20,5 meter djup, har en yta på 0,687 kvadratkilometer och befinner sig 119,9 meter över havet. Vid provfiske har abborre, gers, gädda och mört fångats i sjön.

## Delavrinningsområde
Skårdalsvattnet ingår i det delavrinningsområde (656973-128538) som SMHI kallar för Utloppet av Lelång. Medelhöjden är 126 meter över havet och ytan är 192,81 kvadratkilometer. Räknas de 232 avrinningsområdena uppströms in blir den ackumulerade arean 2 664,02 kvadratkilometer. Upperudsälven som avvattnar avrinningsområdet har biflödesordning 2, vilket innebär att vattnet flödar genom totalt 2 vattendrag innan det når havet efter 198 kilometer. Avrinningsområdet består mestadels av skog (60 procent). Avrinningsområdet har 55,17 kvadratkilometer vattenytor vilket ger det en sjöprocent på 28,6 procent. Bebyggelsen i området täcker en yta av 4,28 kvadratkilometer eller 2 procent av avrinningsområdet.